# Drögmöller
Drögmöller war ein im Jahr 1920 gegründetes Karosseriebauunternehmen in Heilbronn, das insbesondere hochwertige Reisebusse herstellte und 1994 an Volvo verkauft wurde. Der Karosseriebau wurde 2005 eingestellt, die Volvo-Busproduktion nach Polen verlegt. Danach bestand in Heilbronn nur noch ein Reparatur- und Wartungsbetrieb, den Volvo schließlich 2010 ebenfalls schloss. Insgesamt fertigte Drögmöller etwa 3500 Busse.

## Geschichte

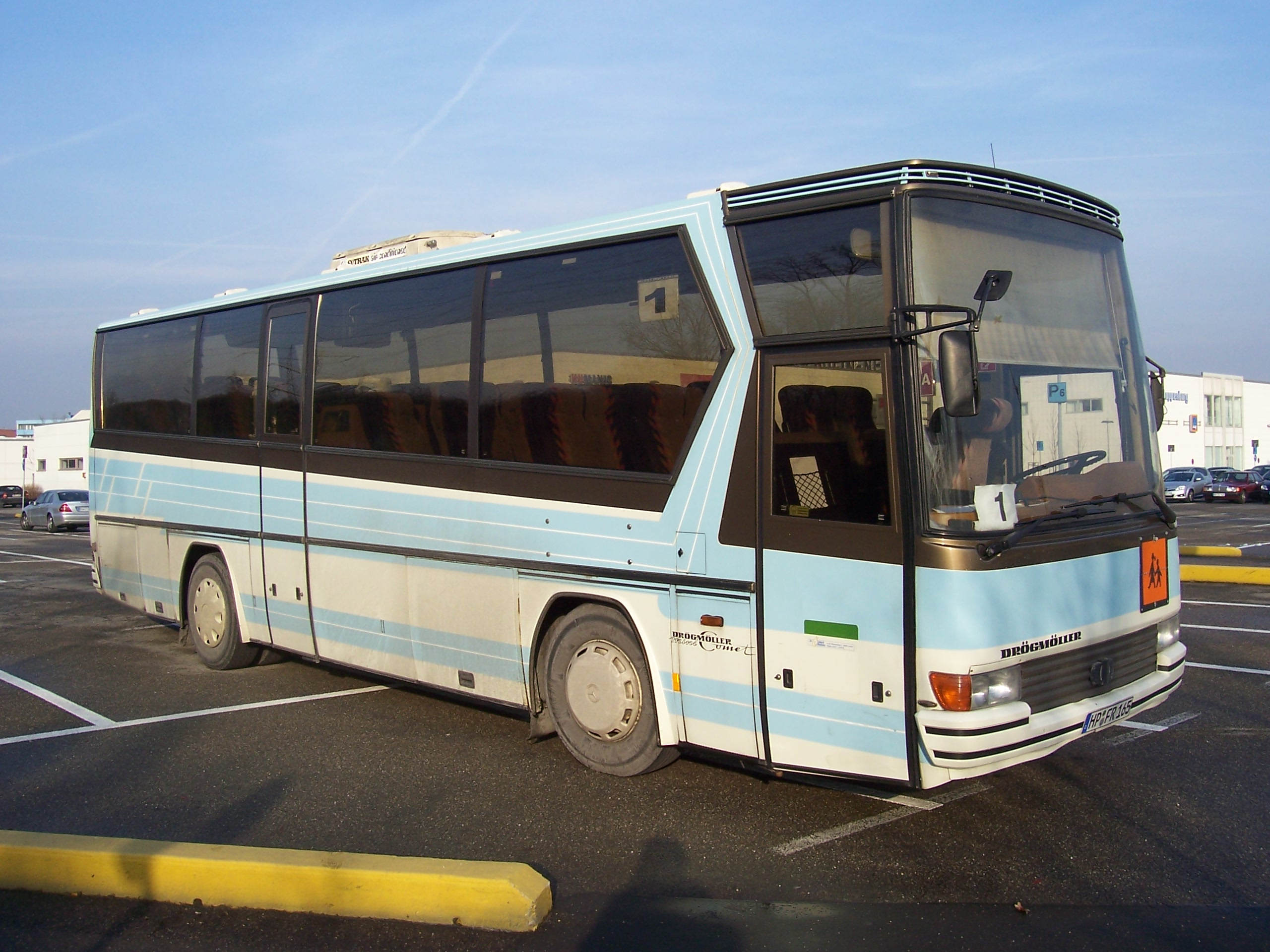
Drögmöller miniComet

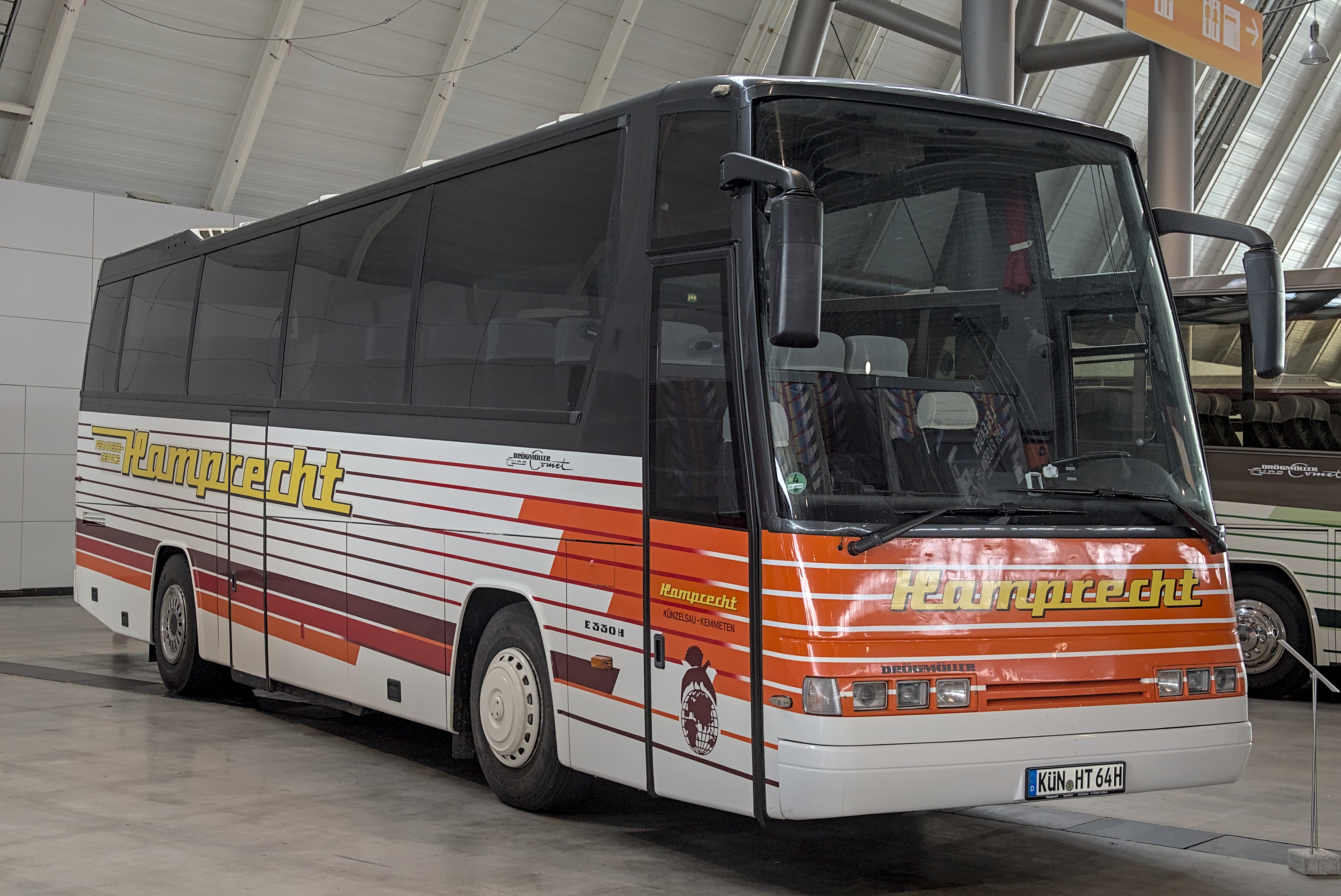
Drögmöller EuroComet E 330 H

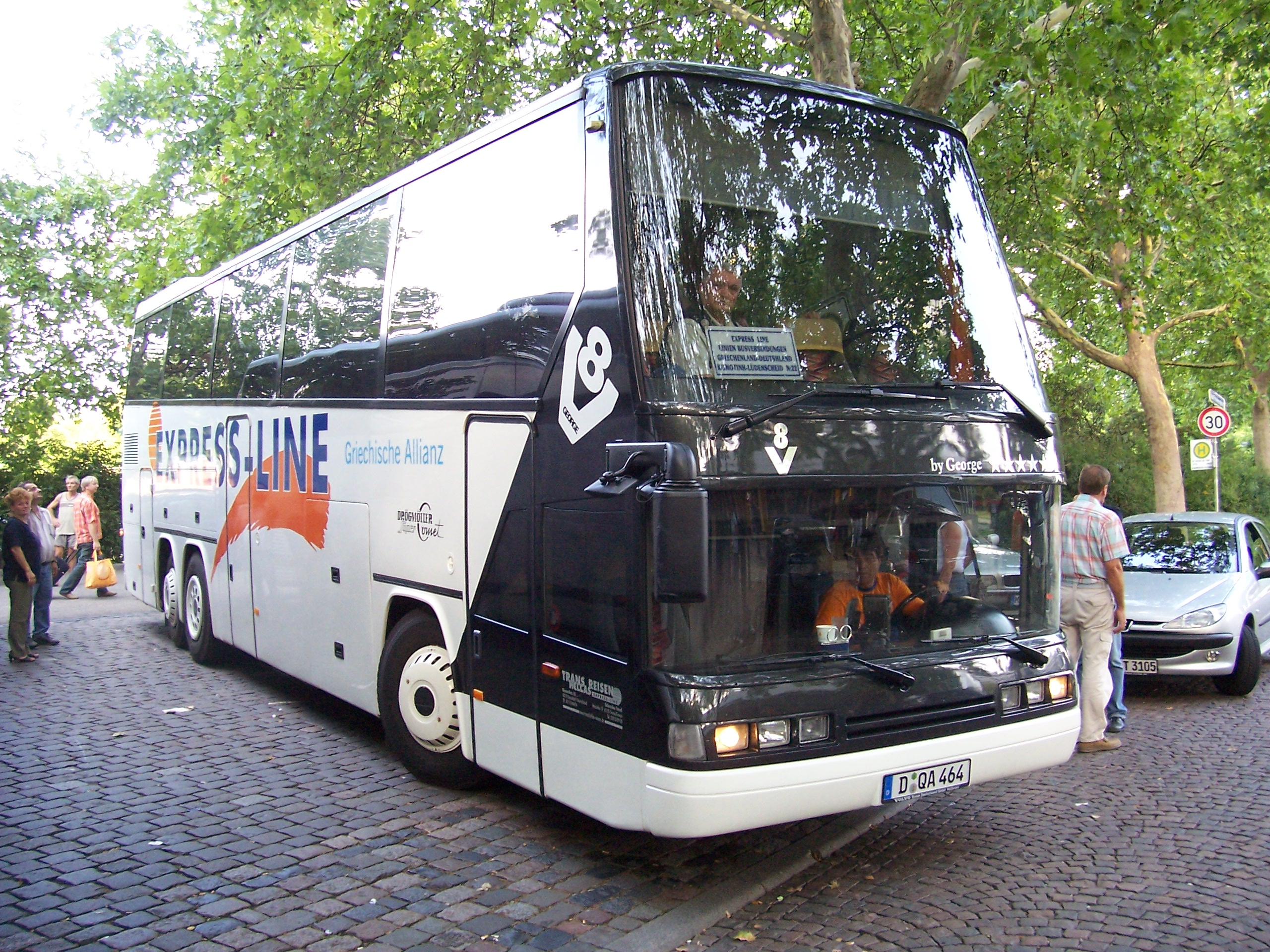
Drögmöller Super Comet

Gegründet wurde der Karosseriebetrieb von dem Mecklenburger Stellmacher und Karosseriebautechniker Gotthard Drögmöller (* 3. August 1884; † 29. Januar 1957 in Heilbronn) im Hintergebäude Allee 36 in Heilbronn. Im Jahre 1921 erwarb Drögmöller ein Anwesen an der Heilbronner Koepffstraße. Im Jahre 1923 konnte er zudem 14,2 a Baugelände an der Koepffstraße 7 in Heilbronn erwerben. Hergestellt wurden zunächst Pkw-Karosserien und Lkw-Pritschenaufbauten. In den 1930er Jahren begann man, Aufbauten für Omnibusse herzustellen.
Im Jahre 1957 übernahm Schwiegersohn Carl Schmid die Geschäftsleitung. Zunächst wurden Karosserie-Aufbauten (Pkw und Busse) auf Fahrgestellen von Ford, Opel, MAN, Büssing, Henschel und Daimler-Benz hergestellt. Im Jahre 1965 wurde in Heilbronn das Werk II an der Lichtenbergerstraße für den Karosseriebau eröffnet. Im Werk I (Koepffstraße) verblieb der Reparaturbetrieb.
Seit dem Jahr 1965 wurden die Drögmöller-Aufbauten nur noch auf Fahrgestelle von Daimler-Benz montiert. Im gleichen Jahr wurde mit dem Typ DR 35 (Drögmöller-Reisebus mit 35 Sitzen) erstmals ein Fahrzeug komplett gebaut. Ein besonderes Segment bildeten die Reisebusse mit nach hinten ansteigender Bestuhlung, sogenannter Panorama- oder Theaterbestuhlung, die den Fahrgästen mehr Sichtmöglichkeiten nach vorne als herkömmliche Busse bietet.
Die Stückzahlen der Drögmöller-Karosserieserien waren immer gering. Über Jahrzehnte hinweg betrug die Jahresproduktion etwa 100 Omnibusse. Insgesamt wurden bei Drögmöller rund 3500 Fahrzeuge gefertigt.
Im Jahre 1994 wurde Drögmöller von Volvo übernommen. Eigentümer vor der Übernahme waren noch die Töchter des Gründers, Elsbeth Schmid geb. Drögmöller (* 4. März 1918; † 1. Juni 2012 in Weinsberg) und Gerda Roth geb. Drögmöller  (* 22. Juni 1921; † 3. April 2012 in Heilbronn).
1995 wurde die Firma in Volvo Bus Deutschland GmbH umbenannt. Volvos Hoffnung schlug jedoch fehl. Nachdem im Jahr 2001 zunächst noch ein neues Modell mit der typischen Theaterbestuhlung, der Volvo 9900, eingeführt worden war, wurde 2005 die Produktion endgültig eingestellt und das Werk in Heilbronn geschlossen. Bis 2010 blieben die Werkstatt, der Kundendienst, der Gebrauchtbusverkauf und Teile des Vertriebs in Heilbronn. Die heute auf dem deutschen Markt angebotenen Volvo-Busse mit den Baureihen 7700 (Stadtbusse), 8700 (Überlandbusse) und 9700, 9900 (Reisebusse) werden in Polen gefertigt; dabei bleiben Volvo-Busse mit einem Marktanteil von ca. 2 % in Deutschland weiterhin eine Randerscheinung.
Das Unternehmen Drögmöller ist Teil der Ausstellung im Heilbronner Haus der Stadtgeschichte.

## Baureihen
- Einfache Reisebusse: Typen DR 35, DR 256, O 302, O 303, 0 319, LPO 608D, E 300/E 300H, E 310/E 310H, E 320/E 320L, E 280/E 280H, 290/E 290H, E 325, B12-500/B 12-500H, B10-400
- Stufendecker (besondere Karosserieform): Typen Eupu 256, O 302 Eupu
- Doppeldecker: Typen E 420, E 400, E 430, E 440 sowie den MB O 404 DD als Prototyp-Einzelstück für Daimler-Benz
- Superhochdecker mit Unterflurcockpit: Typ U 430
- Reisebusse mit Panorama- oder Theaterbestuhlung: Typen E 330/E 330H, E 330K, E330/3, E330/11,3, E 330H/3, E 430, B12-600, 9900

Zusatzbezeichnung der verschiedenen Baureihen waren Comet, Minicomet, Eurocomet, Supercomet, Pullman, Europullman, Superpullman, Meteor etc.